# Pałac w Smolenicach
Pałac w Smolenicach (słow. Smolenický zámok) – pałac, określany również jako zamek, znajdujący się w słowackiej miejscowości Smolenice.
Budowla wznosi się nad wsią, na zboczach Małych Karpat. W średniowieczu, od XIV wieku, w tym miejscu istniał zamek obronny, strzegący szlaku handlowego z Węgier do Czech (tzw. Czeska Droga). Twierdza, pierwotnie królewska, następnie należąca do rodów Országh oraz Erdődy, w 1777 roku trafiła w ręce rodziny Pálffy, którzy, przenosząc centrum swoich włości do miejscowości Moravský Svätý Ján, przestały o nią dbać (również z powodu braku funduszy).
W czasie wojen napoleońskich zamek spłonął – przetrwała jedynie część murów oraz pięcioboczna wieża. Ruinę w II połowie XIX wieku, w wyniku procesów sądowych, odzyskał Mór Pálffy, a po nim jego syn József. Ten ostatni w 1887 roku rozpoczął pierwsze prace rekonstrukcyjne, zaczynając od baszt. Projekt architekta Jozefa Huberta przewidywał budowę na starych murach pałacu w stylu romantyczno-historycznym, który pełniłby rolę rodowej siedziby. Prace, przerwane w okresie I wojny światowej (do tego czasu prowizorycznie skończono niektóre pomieszczenia, w których umieszczono archiwum rodzinne), prowadzone były bardzo wolno i aż do 1945 roku, kiedy obiekt był w rękach Pálffych, nie zostały zakończone.
Po nacjonalizacji zamek przejęło państwo czechosłowackie i w 1953 roku przekazało Słowackiej Akademii Nauk - dokończyło też prace budowlane, ostatnie w latach 50 i 60. XX wieku, co czyni pałac najmłodszym na Słowacji. Długi okres budowy spowodował też, że obecnie ciężko określić styl, w jakim pałac reprezentuje.
Do niedawna pałac był używany tylko jako centrum kongresowe i noclegowe dla zagranicznych gości Akademii, obecnie, w miesiącach letnich, udostępnia się go turystom do zwiedzania; istnieje też możliwość noclegu.
Wokół pałacu rozciąga się park angielski. W pobliżu biegną też dwa szlaki turystyczne -   z centrum wsi na Záruby, najwyższy szczyt Małych Karpatach, oraz   do ośrodka turystycznego Jahodník.